# 大阪オリンピック構想
大阪オリンピック構想（おおさかオリンピックこうそう）とは、日本の大阪で2008年夏季オリンピックの開催を目指していた構想。大阪府や大阪市などが中心となって「財団法人大阪五輪招致委員会」が招致活動を行ったが、2001年7月に開かれた国際オリンピック委員会（IOC）の第112次総会で行われた投票の結果、中国の首都、北京が開催都市に決まったため、開催は実現せず、招致は失敗に終わった。

## 概要
メイン会場は大阪市北港（此花区）にある人工島の舞洲に置き、ここにある総合スポーツ公園「舞洲スポーツアイランド」にメインスタジアムやサッカー場、体育館（舞洲アリーナ）など主要な競技施設を集約するほか、インテックス大阪やJリーグ・セレッソ大阪の本拠地である長居スタジアムなど、大阪市内各地の既存スポーツ施設でも開催することを目指していた。
開会式は天神祭に合わせ、7月下旬に開催することも計画されていた。
「世界初の海上オリンピック」も目玉としていた。

## 会場計画
大阪市内
- メイン会場：此花区舞洲
  - 大阪オリンピックスタジアム（新設）：開閉会式・陸上競技・サッカー
  - 舞洲アリーナ（新設）：ハンドボール・卓球
  - 舞洲地区内公認コース：競歩
  - 舞洲ホッケー場（新設）：ホッケー
  - 舞洲ベースボールスタジアム：ソフトボール
  - 大阪オリンピック屋内プール（新設）：水泳・飛び込み・シンクロナイズドスイミング
  - 北西部緑地：ビーチバレー
  - トライアスロンコース：トライアスロン
- 大阪国際見本市会場：フェンシング（1-3号館）・バドミントン（2・3号館）・フェンシング（4・5号館）
- 大阪ドーム：野球・バスケットボール
- 淀川河口：ボート
- 住吉スポーツセンター・大阪府立門真スポーツセンター：バスケットボール
- 大阪城ホール：体操・新体操
- 大阪市立大学体育館：ウエイトリフティング
- 大阪府立体育会館：ハンドボール
- 長居球技場：ホッケー
- 靭テニスセンター：テニス
- 大阪プール：水球
- 大阪城公園太陽の広場：アーチェリー
- 大阪市中央体育館・東成区総合文化スポーツセンター（新設）：バレーボール
- 総合武道館（新設）：柔道・レスリング
- 夢洲：選手村
- 咲洲：プレスセンター・国際放送センター

大阪府内
- 万博記念公園：自転車トラック（野球場）、サッカー（万博記念競技場）
- 千里ニュータウン：自転車ロードレース
- 鶴見緑地乗馬苑：馬術馬場・障害飛越
- 長居陸上競技場・長居第2陸上競技場：サッカー
- 守口市民体育館：テコンドー
- 高槻国際射撃場：射撃
- 大阪湾：セーリング

大阪府外
- 滋賀県立琵琶湖漕艇場：カヌーレーシング
- 瀬田川南郷洗堰下流：カヌースラローム
- 兵庫県立三木山森林公園：自転車マウンテンバイク、総合馬術
- 三木ホースランドパーク：総合馬術
- 神戸総合運動公園陸上競技場・西京極総合運動公園陸上競技場兼球技場・京都スタジアム（新設）：サッカー

## 招致活動
招致活動の経緯は以下のとおり。 
1992年（平成4年）頃、オリンピックを大阪市に招致しようとの動きが起こり、同年6月大阪市関係7局からなる大阪市オリンピック開催問題研究会を設置。
1994年（平成6年）1月、同研究会は報告をとりまとめ、2008年オリンピックを招致することを目標とする旨の報告。
同年3月30日、大阪市議会、全会一致でオリンピックの招致・開催に関する決議。
同年4月1日、大阪市市長室に専任スタッフ（部長級）を設置、オリンピック招致への本格的な取り組みを開始。
1995年（平成7年）3月15日、大阪市議会は、招致を目指す大会を2008年オリンピックとした、『第29回オリンピック競技大会の大阪招致宣言』を全会一致で決議。
同年4月1日、大阪市市長室にオリンピック招致推進部を設置。
同年4月19日、市長を本部長とする全庁組織である大阪市オリンピック招致推進本部を設置。
同年10月20日、オリンピック招致活動を推進するため、市民団体、経済団体、スポーツ団体、労働団体等の代表等による、大阪オリンピック招致推進会議を設立。
同年12月、大阪市長西尾正也が任期満了により退任、かわって磯村隆文が当選就任。
1996年（平成8年）5月31日、大阪府議会、全会一致で第29回オリンピック競技大会の大阪招致に関する決議。
同年9月、日本オリンピック委員会（JOC）に立候補申請書を提出して正式に立候補。
1997年（平成9年）8月13日、JOC、国内候補都市として大阪市を選定。
1998年（平成10年）4月、オリンピック招致推進部を市長室から独立させオリンピック招致局に格上げ。
同年12月11日、2008年オリンピックを大阪市が招請することを了解する旨の閣議了解が行われた。
1999年（平成11年）2月8日、大阪オリンピック招致推進会議を解散し、代わって大阪オリンピック招致委員会を組織。
同年11月8日、オリンピック招致委員会を法人化し、財団法人大阪オリンピック招致委員会を設立。
大阪市はオリンピック招致の機運を盛り上げるために様々なイベントなどの開催を積極的に進めた。
- 第7回アジア太平洋経済協力（APEC）首脳会議（1995年）
- 世界新体操選手権（1999年）
- シドニー五輪（2000年）のプロモーション活動
- 第46回世界卓球選手権（2001年）
- 東アジア競技大会（2001年）
- サッカーワールドカップ日韓大会（2002年）
- 世界柔道選手権（2003年）

このほかにも、誘致のシンボルとして卓球選手の福原愛（当時大阪府在住）を起用した。
大阪市営地下鉄車両の側面の戸袋部分に、大阪の「大」の字とサクラの花を掛け合わせたデザインのマークが広告として貼られていた。

## 招致失敗の理由
大阪市は治安面やインフラストラクチャー面で評価を得たものの、危機的ともいえる大阪市の財政状況、環境破壊および会場アクセスの諸問題などから、市民の中には五輪招致に反対する動きもあり、支持率は5割と低かった。また、2001年5月に現地を視察審査した国際オリンピック委員会 （IOC）のバスが何度も渋滞に巻き込まれるといった交通状況の悪さや、招致委員会による説明不足が露呈した。
現地視察においてこれらの問題点が噴出したことから、評価報告書で他の立候補都市（パリ・北京・トロント・イスタンブール）と比べて全体的に低い評価となり、「大阪での五輪開催は困難ではないか」という事実上の落選確定とも取れる「推薦辞退の勧告」を促そうとしたこともあった。
現地視察から評価報告書に至るまで、大阪は散々ともいえる評価が響き、同年7月に行われたIOCモスクワ総会では、1回目の投票で最下位となり落選（6票）し、2008年開催地は2回目の投票で56票を獲得した中国の首都、北京（北京五輪）に決定した。
落選後、『大阪に投票したのに残念だ』と言う慰めのメッセージを送った国が、得票数を上回る6カ国以上となる珍事が起きた。
招致活動は大阪市の主導で行われ、日本オリンピック委員会（JOC）への支援要請や民間の人脈活用を図るなどの工夫がされず、お役所仕事と批判された。
開催決定記念のポスターも製作されていたが、落選が決まったため使われなくなった。

## その後の影響
舞洲に造られた下水処理場「舞洲スラッジセンター」とゴミ処理場「大阪市環境局（現：大阪広域環境施設組合）舞洲工場」は、オリンピック開催を前提として莫大な建設費を投じて豪華な外観に造られた。また、招致活動にも約53億円を費やしたため、危機的状況にある市の財政を更に圧迫することとなった。
関西国際空港の新第二滑走路（06L/24R）も、当初はオリンピック開催を前提としたものであった。同空港の需要に見合わない大工事となったため、関西国際空港株式会社や周辺自治体の運営を圧迫することとなった。
東京での開催が決定した2020年夏季オリンピックに関連して、2014年12月に開かれたIOCの臨時総会で今後の五輪開催都市の負担軽減のため一部の競技を国内外問わず別の都市で開催することを認め、2020年大会について大阪でサッカーやバスケットボールの開催が検討されていると報じられていたが、競技の開催地域から外れた。
2025年万国博覧会の大阪招致構想が行われ、舞洲・夢洲などが候補地となっていたが、2018年11月のBIE総会で大阪での万博開催が決定、夢洲に会場が設けられることになった。さらに万博会場の近辺にカジノを含めた『統合型リゾート（IR）』の建設も決定し、2030年までに開業が予定されている。

## 関連楽曲
- 2008年大阪花音頭（1998年発表）
  - 作詞：疋田哲夫、作曲：キダ・タロー、編曲：中川昌、歌：天童よしみと仲間達
- このHOSHIの仲間へ（2000年発表）
  - 作詞：SILK、もず唱平、藤川ヤヨイ、作曲：北野タダオ、歌：MAYUMI